# Eisenbahnunfall von Mirande
Bei dem Eisenbahnunfall von Mirande stießen am 1. August 1922 zwei Pilgerzüge in der Nähe des Bahnhofs der südfranzösischen Gemeinde Mirande zusammen. Mindestens 33 Menschen starben.

## Ausgangslage
Zwei Pilgerzüge nach Lourdes fuhren im Blockabstand hintereinander auf der – heute stillgelegten – Bahnstrecke Agen–Tarbes der Compagnie des chemins de fer du Midi von Norden kommend nach Lourdes. Im vorderen Zug reisten 700, im hinteren 600 Pilger. Es regnete und die Schienen waren dadurch besonders glatt.

## Unfallhergang
Der voranfahrende Zug erlitt ein Problem mit der Druckluftversorgung, weil eine Pumpe nicht ordnungsgemäß arbeitete. Dadurch fiel zunächst der Sandstreuer der Lokomotive aus, wodurch der Zug in einer Steigung liegen blieb. Aber auch die Bremsen des Zuges funktionierten nicht ordnungsgemäß, so dass der Zug rückwärts ins Gefälle entlief. Hier traf er auf den folgenden Pilgerzug. Die Züge kollidierten mit einer Differenzgeschwindigkeit von 35 km/h. Dabei wurden die drei letzten Wagen des vorderen Zuges zertrümmert, ein Gepäckwagen und zwei Personenwagen.

## Folgen
Bei dem Eisenbahnunfall starben 33 Menschen – 30 an der Unfallstelle, drei weitere später –, 47 weitere wurden verletzt. Nach anderer Quelle sollen 40 Menschen gestorben sein.